# TBN 차차차 (대구주말)
신혜림의 주말 TBN 차차차는 TBN 대구교통방송(대구 FM 103.9, 김천 FM 95.9㎒)에서 주말 오후 2시부터 3시 55분까지 방송되는 대구, 경북지역의 라디오 교양, 오락, 트로트, 최신음악 프로그램이다.

## 프로그램 소개
- 오후 두시! 차차차와 함께 신나게 보내세요~~

## 요일별 코너

### 토요일
- 사투리 보존 프로젝트 '마차봐라'
- 대신동 아지매
- 선택 vs 선택

### 일요일
- 사투리 보존 프로젝트 '마차봐라'
- 대신동 아지매